# Ahmed Adel
Ne doit pas être confondu avec Ahmad Adel.
Ahmed Adel Abd El-Moneam (en arabe أحمد عادل عبدالمنعم) est un footballeur égyptien né le 10 avril 1987. Il joue au poste de gardien de but.

## Palmarès
- Champion d'Égypte en 2008, 2010, 2011, 2014 et 2016 avec Al Ahly